# Оберон (поэма)
«Оберон» (нем. Oberon) — поэма немецкого писателя Кристофа Мартина Виланда, впервые опубликованная в 1780 году, но в дальнейшем много раз подвергавшаяся переработке. Окончательный вариант был издан в 1797 году. Поэма рассказывает об Обероне — короле эльфов и фей, фигурировавшем до Виланда во многих литературных произведениях. Она стала одной из самых популярных книг Виланда, существенно повлияла на творчество Шиллера, Гёте и Моцарта. Композитор Карл Мария фон Вебер написал на сюжет поэмы одноимённую оперу.